# Campionato armeno di calcio a 5 2006-2007
Il Campionato armeno di calcio a 5 2006-2007 è stato il nono campionato di calcio a 5 dell'Armenia, patrocinato dalla Federazione calcistica dell'Armenia. Il campionato ha visto la seconda affermazione della squadra capitolina del Polytekhnik Yerevan.

## Classifica finale
| Pos. | Squadra             | Pt | PG | PV | PN | PP | GF  | GS  |
| ---- | ------------------- | -- | -- | -- | -- | -- | --- | --- |
| 1    | Polytekhnik Yerevan | 52 | 20 | 17 | 1  | 2  | 252 | 106 |
| 2    | Adana Yerevan       | 49 | 20 | 16 | 1  | 3  | 290 | 104 |
| 3    | Gyumri              | 30 | 20 | 10 | 0  | 10 | 174 | 179 |
| 4    | Amik Yerevan        | 30 | 20 | 10 | 0  | 10 | 141 | 206 |
| 5    | Hrazdan             | 10 | 20 | 3  | 1  | 16 | 105 | 215 |
| 6    | Nor Bayazet Gavar   | 7  | 20 | 2  | 1  | 17 | 92  | 244 |